# Microphor strobli
Microphor strobli är en tvåvingeart som beskrevs av Chvala 1986. Microphor strobli ingår i släktet Microphor och familjen styltflugor.
Artens utbredningsområde är Österrike. Inga underarter finns listade i Catalogue of Life.